# Well Well Well (Eva Eastwood)
Well Well Well è il settimo album in studio della cantante svedese Eva Eastwood, pubblicato il 10 settembre 2008 su etichette discografiche Darrow Entertainment e Bonnier Music.

## Tracce
1. My, My, My – 2:54
2. Soaking Up Rays – 4:02
3. Unmake U Mine – 4:20
4. Got to Go – 3:20
5. Ego with Servants – 3:53
6. 21st Century Jesus – 3:49
7. Instead of Me – 4:29
8. He's in Love – 2:41
9. No Headlines – 3:28
10. A Call – 3:14
11. I Wanna Party – 3:05

## Classifiche
| Classifica (2008) | Posizione massima |
| ----------------- | ----------------- |
| Svezia            | 2                 |